# Хилова, Милена Владимировна
Милена Владимировна Хило́ва (род. 2 августа 2004 года, Москва) — российская самбистка и дзюдоистка. Чемпионка России по самбо 2023 года в категории до 65 кг.

## Биография
Родилась 2 августа 2004 года в Москве. В 2011 году пошла в школу «Самбо-70» Москомспорта. В 2012 году переехала в Зеленоград, где продолжила обучение до 9 класса в школе № 854. С 2011 года начала тренироваться в спортивном клубе «Самбо-70» под руководством Коралловой Ирины Александровны. После переезда перешла в спортивный клуб «Рекорд-144» под руководством Шкорова Василия Александровича. 2020 году после окончания школы, переехала в Екатеринбург и продолжила тренироваться в ГАУ Свердловской области «Спортивная школа олимпийского резерва по самбо и дзюдо», на базе спортивного клуба «Родина». С 2021 года обучается в колледже УралГУФК и входит в состав сборной команды России по дзюдо и самбо. В настоящее время тренируется под руководством Ольге Селяниной.

## Спортивная карьера
В 2019 и 2020 году Хилова выиграла первенство России по самбо среди юношей. В 2021 году она выступила по правилам дзюдо на первенстве России среди юниоров, где дошла до финала в весе до 63 кг. В 2022 году ей было присвоено звание «Мастера спорта России» по самбо и дзюдо. В 2023 она выиграла взрослый чемпионат России по самбо в весе до 65 кг.

## Спортивные результаты

### Самбо
- Первенство России среди юношей 2016 года — ;
- Первенство России среди юношей 2017 года — ;
- Первенство России среди юношей 2018 года — ;
- Первенство России среди юношей 2019 года — ;
- Первенство России среди юношей 2020 года — ;
- Первенство России среди юношей и девушек 16-18 лет 2021 года — ;
- Первенство России среди юниоров и юниорок 18-20 лет 2022 года — ;
- Первенство Европы среди юношей и девушек 18-20 лет 2022 года  — ;
- Первенство Мира среди девушек 16-18 лет 2022 года — ;
- Первенство России среди юниоров и юниорок 18-20 лет 2023— ;
- Чемпионат России 2023 —
- Кубок России 2024 — ;

### Дзюдо
- Первенство России среди юниоров и юниорок до 21 года 2021 года — ;
- Первенство России среди юниоров и юниорок до 21 года  2022 года — ;
- Первенство России до 23 лет 2025 года — ;[7]